# دفتر مرتبط با مدیریت بحران
دفتر مرتبط با مدیریت بحران (انگلیسی: Office for Emergency Management) اداره‌ای بود در داخل دفتر ویژه رئیس‌جمهور ایالات متحده آمریکا که در ۲۵ مه ۱۹۴۰ و براساس فرمان اجرایی ۸۲۴۸ مورخ ۸ سپتامبر ۱۹۳۹، تأسیس شد. وظیفه این دفتر کمک به رئیس جمهور برای شفاف شدن اطلاعات اقدامات دفاعی بود. 